# Saanen
Saanen (franska: Gessenay) är en ort och kommun i distriktet Obersimmental-Saanen i kantonen Bern i Schweiz. Kommunen har 6 962 invånare (2023).
I kommunen finns följande orter: Huvudorten Saanen, Abländschen, Bissen, Ebnit, Gruben, Grund, Gstaad, Kalberhöni, Saanenmöser, Schönried och Turbach. Huvudorten Saanen ligger 3 km från Gstaad och gränsar omedelbart till kantonen Vaud. Berget Vanel mellan Saanen och Rougemont utgör kantons- och språkgräns.
Ortens namn kommer från traktens största flod, Saane. Runt 600-talet invandrade burgunder och under 900-talet alemanner från Simmental och de förde med sig det tyska språket. I Saanen finns en av kantonen Berns vackraste kyrkor, Mauritius-Kirche. Den brann i början av 1900-talet, men kunde delvis räddas och sedan återuppbyggas och renoveras.
En ringled, som invigdes 2010, avlastar byn från genomfartstrafik. Byn har många gamla vackra byggnader. Det kommunägda hotellet Landhaus från 1800-talet och det hundraåriga hotellet Saanerhof utgör landmärken i byns centrum. I Saanen finns även Menuhin Center.

## Kommunikationer
I Saanen finns en järnvägsstation på sträckan Montreux–Lenk och dessutom en sportflygplats.

## Kända personer
- Michael von Grünigen (1969−), världsmästare på skidor
- Christian Kracht (1966−), författare
- Yehudi Menuhin (1916−1999), hedersmedborgare

## Vänorter
- Cannes, Frankrike
- Darmstadt, Tyskland